# Weimarer historisch-genealoges Taschenbuch des gesamten Adels jehudäischen Ursprunges
Het Weimarer historisch-genealoges Taschenbuch des gesamten Adels jehudäischen Ursprunges is een in navolging van de Almanach de Gotha geschreven almanak waarin een groot aantal families en geslachten staat vermeld.
Vier delen verschenen:
- 1912; Weimarer historisch-genealoges Taschenbuch des gesamten Adels jehudäischen Ursprunges
- 1913; Weimarer historisch-genealoges Taschenbuch des gesamten Adels jehudäischen Ursprunges
- 1914;Taschenbuch aristokratisch-jüdischer Heiraten 1888–1918
- 1918; Semi Imperator 1888–1918

De definitie van Joodse adel is moeilijk te geven omdat de Joodse wet geen adeldom kent en de vererving van adeldom in Europa over het algemeen via de vader geschiedt. Het Jodendom vererft daarentegen langs matrilineaire lijn, door de moeder en haar moeder, enz. Deze almanak is niet systematisch of consequent bij het benoemen van Joodse aristocraten.
De volledige naam van de in 1912 in München door het Kyffhäuser-Verlag uitgegeven almanak is "Weimarer historisch-genealoges Taschenbuch des gesamten Adels jehudäischen ursprunges. (Hebraici et conversi et de genere Juda). Aufsammlung all' der im Mannesstamme aus jüdischem Geblüt, d. h. aus dem recht orientalischen Rassentypus der (eigentlich unrichtig Israeliten genannten) Juden oder Hebraeer hervorgegangenen Adelsfamilien von einst und jetzt, ohne sonderliche Ansehung ihrer eventuell derzeit christlichen Konfession oder etwaiger Blutzumischung durch Einheirat arischer Frauen - vom Rassenstandpunkte aus besehen".
Schrijver van de almanak, waarvan meerdere delen verschenen, was de Oostenrijkse officier en hoveling Wilhelm Pickl von Witkenberg (1866–1922). Hij was een fel antisemiet.
In het jaar van verschijnen recenseerde een Joods tijdschrift de almanak. De recensent wees op de fouten die de schrijvers hadden gemaakt. Aan zeker honderd geslachten zou ten onrechte een Joodse afstamming zijn toegedicht. In de recensie wordt ook gewezen op de antisemitische achtergrond van de almanak. In de volledige titel is sprake van een "recht orientalischen Rassentypus" wat op racisme duidt. Ook de verwijzing naar "Rassenstandpunkte" duidt daarop, De recensent sprak in dit kader van "Brunnenvergiftung".
Dat de almanak tal van fouten bevatte wordt onderschreven door het tijdschrift Virtus. De beschrijving van de drie Joodse geslachten in de Nederlandse adel is daarentegen wel correct. Het Österreichisches Biographisches Lexikon van het Institut für Neuzeit- und Zeitgeschichtsforschung acht de almanak ondanks de fouten en antisemitische tendensen toch van enige waarde omdat het werk ook moeilijk elders te vinden gegevens ober Oostenrijkse families bevat.